# Paul Sethe

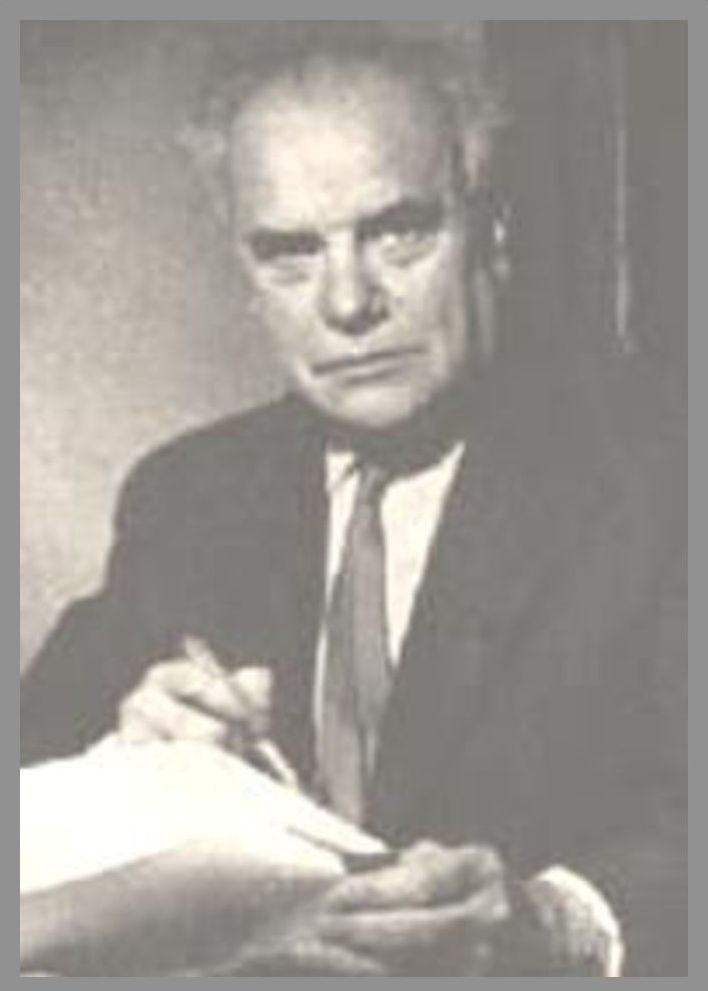
Paul Sethe

Paul Sethe (* 12. Dezember 1901 in Bochum; † 21. Juni 1967 in Hamburg) war ein deutscher Publizist, Journalist und Geisteswissenschaftler.

## Leben
Sethe wurde in Bochum als Sohn des Gastwirts Karl Sethe geboren. Er besuchte von 1911 an die Städtische Oberschule II in Bochum, an der er Ostern 1920 das Abitur ablegte.
Er studierte Kunstgeschichte, Geschichte und Germanistik an der Universität Bonn und der Universität Münster. Sein Studium unterbrach er 1923 für eine Redakteursstelle beim Ohligser Anzeiger im rheinischen Ohligs. 1930 nahm er nebenberuflich wieder das Studium auf, ehe er im Januar 1932 an der Universität Bonn mit der Arbeit Die ausgebliebene Seeschlacht – Eine Betrachtung der englischen Flottenführung 1911–1915 promoviert wurde.
Nach der Machtergreifung der Nationalsozialisten schrieb er 1933 anlässlich Hitlers Geburtstag eine Hymne, in der er Hitler als denjenigen bezeichnete, „auf den die besten unter uns lange gewartet haben“. Von 1934 bis zu deren Verbot 1943 war er Redakteur der Frankfurter Zeitung, für die er seit 1940 auch als Kriegsberichterstatter tätig war. Er war Angehöriger einer Propagandakompanie der Waffen-SS bzw. Wehrmacht sowie Sonderberichter der Frankfurter Zeitung auf Kreta und in der Sowjetunion. Anschließend war er Chefredakteur beim Frankfurter Anzeiger und seit dem Frühjahr 1944 auch für den Völkischen Beobachter tätig.  Innerlich stand Paul Sethe dem Nazi-Regime allerdings immer ablehnend gegenüber. Der Kreis um den vom Widerstand als Reichskanzler vorgesehen Carl Friedrich Goerdeler plante daher auch, nach einem erfolgreich verlaufenden Attentat auf Hitler, Sethe als Chefredakteur einer neu zu verlegenden Frankfurter Zeitung einzusetzen.
Nach dem Zweiten Weltkrieg gehörte er zunächst der Badischen Zeitung in Freiburg im Breisgau an.

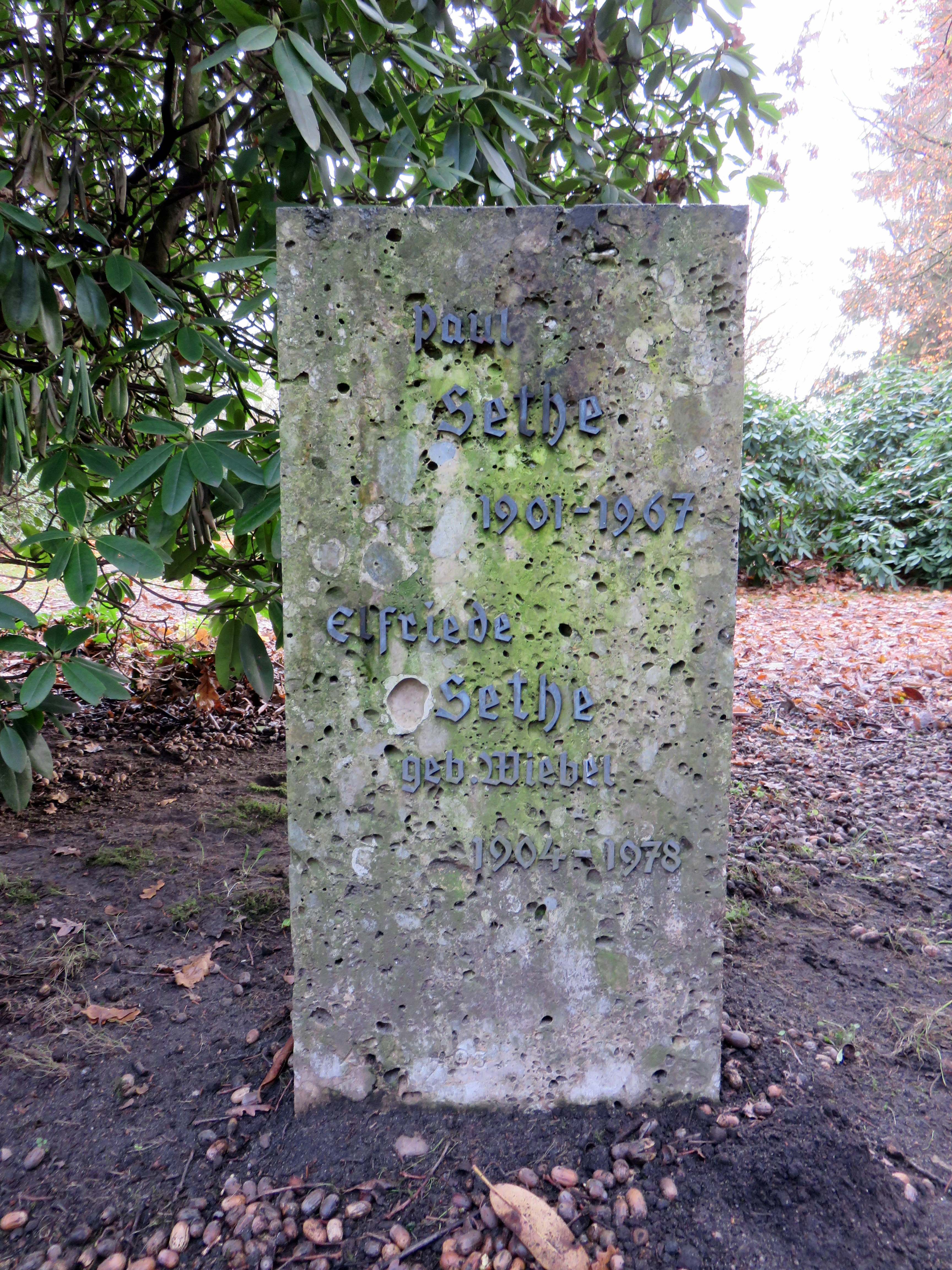
Grabstein Paul Sethe auf dem Friedhof Ohlsdorf (2018)

Sethe war neben Hans Baumgarten, Erich Dombrowski, Karl Korn und Erich Welter einer der fünf Gründungsherausgeber der Frankfurter Allgemeinen Zeitung zwischen 1949 und 1955. Er erklärte seinen Rücktritt, da seine Mitherausgeber seine Opposition gegen die Außenpolitik Konrad Adenauers nicht teilten. Von 1955 bis 1960 und von 1962 bis 1965 war er als Leitartikler und politischer Ressortchef bei der Zeitung Die Welt, später schrieb er für Die Zeit und den Stern. Parallel zu seiner journalistischen Tätigkeit war Paul Sethe in den 1960er Jahren an der damaligen Akademie für Gemeinwirtschaft und späteren Hochschule für Wirtschaft und Politik (HWP), in Hamburg, als Dozent tätig.
Sethe brach am 21. Juni 1967 auf dem Gelände des Hamburger Krankenhauses Heidberg zusammen, als er dem Journalisten und Kollegen, Kurt Becker, einen Krankenbesuch abstatten wollte. Trotz umgehender Hilfe verstarb er noch vor Ort. Er ist in Hamburg auf dem Friedhof Ohlsdorf – Grabstelle AE41 (403-404) – nördlich von Kapelle 9 beerdigt.

## Positionen
Sethe galt als konservativ und schrieb vorrangig über deutsche Politik und deutsche Geschichte. Er war Kritiker der Außenpolitik Konrad Adenauers und befürwortete eine Annäherung an den Ostblock. Für Sethe war der Antikommunismus zum Verhängnis der bundesdeutschen Außenpolitik geworden, obgleich er die scharfe Kritik am sowjetischen Sozialismus weltanschaulich teilte. Er hielt es für schädlich, dass der Antikommunismus „die Stelle der Ersatzreligion des Nationalismus eingenommen hatte“ und die außenpolitischen Entscheidungen dominierte. Nach Sethe waren die Staaten, Regierungen und Völker wichtiger als innenpolitische Ideologien. Im amerikanischen Außenminister John Foster Dulles sah er die extreme Verkörperung einer weltfremden Lehre, die die Weltpolitik letztlich als Kampf zwischen Gut und Böse betrachte.
Vorrang hatte für Sethe stets die Deutsche Wiedervereinigung. In einem Kommentar vom 15. April 1952 artikulierte er deutliche Zweifel am Willen des Westens, den Deutschen bei der Überwindung der Teilung zu helfen. Die Alliierten hätten keine Neigung, die Wiedervereinigung herbeizuführen. Den Amerikanern erscheine die deutsche Einheit unnütz.
Sethe gehörte zu den führenden Journalisten der Nachkriegsära. Seinen Berufsstand betrachtete er als das „Gewissen der Nation“. Sein wohl berühmtester Ausspruch stammt aus einem Leserbrief im Spiegel vom 5. März 1965: „Pressefreiheit ist die Freiheit von zweihundert reichen Leuten, ihre Meinung zu verbreiten.“ Dort hieß es auch: „Da die Herstellung von Zeitungen und Zeitschriften immer größeres Kapital erfordert, wird der Kreis der Personen, die Presseorgane herausgeben, immer kleiner. Damit wird unsere Abhängigkeit immer größer und immer gefährlicher.“ Er wisse, dass es im deutschen Pressewesen Oasen gebe, „in denen noch die Luft der Freiheit weht, […] aber wie viele von meinen Kollegen können das von sich sagen?“ Des Weiteren stellt Sethe fest, dass „[f]rei ist, wer reich ist. Das ist nicht von Karl Marx, sondern von Paul Sethe.“ Da Journalisten nicht reich seien, seien sie auch nicht frei.

## Publikationen
Neben seiner journalistischen Tätigkeit schrieb Sethe eine Reihe von Büchern und historischen Studien. Bereits 1952 erschien das Buch Schicksalsstunden der Weltgeschichte, in dem er in einer Art Zeitrafferstil über die Außenpolitik der Großmächte berichtet. Im Frühjahr 1957 appellierte Sethe in einem Artikel an die Sowjetunion, den westdeutschen Standpunkt in der Wiedervereinigungsfrage zu verstehen. Der Artikel wurde in der halbamtlichen Moskauer Zeitung Meschdunarodnaja Schisn abgedruckt.

## Mitgliedschaften
- Paul Sethe war ein aktives Mitglied im Bund der Freimaurer, seine Loge Die Brückenbauer ist in Hamburg ansässig.
- Von 1959 bis 1960 war er Mitglied des Beirats der Friedrich-Naumann-Stiftung.

## Privates
Tochter war die mit Bodo Scriba verheiratete Übersetzerin Barbara Scriba-Sethe (1939–2015). Bruder war der Verwaltungsjurist Walter Sethe (1898–1955), Vater des Stadtdirektors von Marl: Walther Sethe (1930–2012) und des Sprechers der FDP-Bundestagsfraktion sowie Stellv. Regierungssprechers von Thüringen, Stefan Sethe (* 1951). Ein weiterer Neffe war der Journalist Helmut Sethe (1929–1983), lange Zeit Chefredakteur der Husumer Nachrichten.
In Berlin-Kladow wurde 1980 der Setheweg nach ihm benannt.

## Schriften (Auswahl)
- Im Banne der Grauen Eminenz. Charakterbilder aus der Regierungszeit Wilhelms II. Franckh, Stuttgart 1936.
- Europäische Fürstenhöfe damals. Societäts Verlag, Frankfurt am Main 1937.
- Schicksalsstunden der Weltgeschichte. Heinrich Scheffler, 1952.
- Die grossen Tage. Von Mirabeau zu Bonaparte, Frankfurt am Main 1953.
- Zwischen Bonn und Moskau. Scheffler, Frankfurt am Main 1956.
- Epochen der Weltgeschichte. Von Hammurabi bis Kolumbus, Frankfurt am Main 1958.
- Die großen Entscheidungen, Frankfurt am Main 1958.
- Deutsche Geschichte im letzten Jahrhundert, Frankfurt am Main 1960.
- Morgenröte der Gegenwart. Von Friedrich dem Großen bis Washington (1740–1789), Stuttgart 1963.
- Das Fundament unserer Zukunft – Bilanz der Adenauer Ära. Econ-Verlag, 1964.
- Russische Geschichte, Frankfurt am Main 1965.
- Öffnung nach Osten. Scheffler, Frankfurt am Main 1966.
- In Wasser geschrieben. Porträts, Profile, Prognosen, Frankfurt am Main 1968.
- Das machte Geschichte. Scheffler, Frankfurt am Main 1969.
- Geschichte der Deutschen. Frankfurter Societäts Druckerei GmbH, 1977.
- Der Feindschaft müde. In: Die Welt, 24. Januar 1963; Leitartikel zum Élysée-Vertrag